# Khu tự trị Nenets
Khu tự trị Nenets (tiếng Nga: Не́нецкий автоно́мный о́круг; tiếng Nenets: Ненёцие автономной ӈокрук, Nenjocije awtonomnoj ŋokruk) là một chủ thể liên bang của Nga (một khu tự trị). Trung tâm hành chính là thị trấn Naryan-Mar. Nó có diện tích 176.700 kilômét vuông (68.200 dặm vuông Anh) và dân số 42.090 theo thống kê 2010 (ít dân nhất trong tất cả các chủ thể liên bang).

## Hành Chính

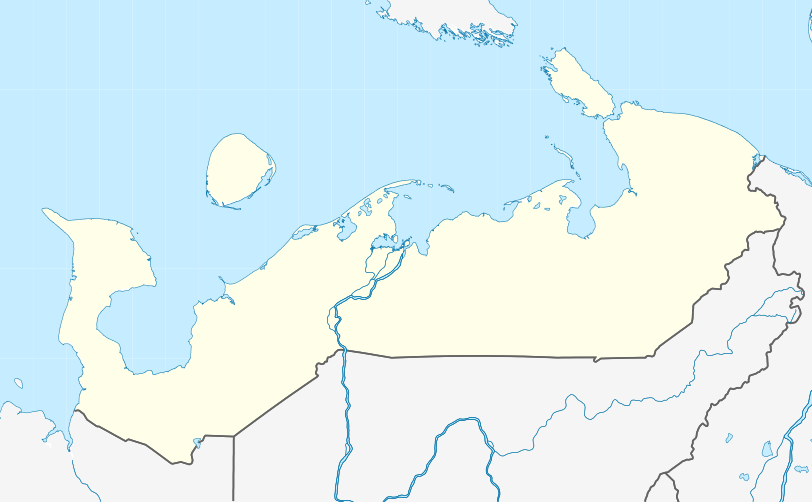
Hành chính Khu tự trị Nenets (1 khu hành chính)

- Zapolyarny
- Naryan-Mar